# 服部昌孝
服部 昌孝（はっとり まさたか、1985年10月8日 - ）は、ファッションスタイリスト。

## 人物・来歴
静岡県浜松市出身。猪塚慶太に師事し、2012年6月に独立。数々の雑誌、俳優やミュージシャンを手がけるファッションスタイリスト。メンズ、ウィメンズ問わず、エディトリアル、ブランドビジュア、コレクションのスタイリングを行うなど、活動の場を広げている。
2017年　「Amazon Fashion Week TOKYO 2017 S/S」において「ウミット ベナン（Umit Benan）」のスタイリストに選ばれて、「ベッドフォード（BED j.w.         FORD）」のスタイリングを2シーズン手掛けた。
2017年　藤井萩花1st写真集「萩花 Fujii Shuuka」のスタイリングを手掛ける。
2018年　メンズバイヤーとメンズデザイナーのための展示商談会「Creators Tokyo MEN」がAmazon Fashion Week TOKYOの関連イベントとして、渋谷ヒカリエ8階COURTにて開催された。ディレクション協力をした参加7ブランドの鮮烈なイメージビジュアルも展示された。
2019年　第69回 紅白歌合戦 あいみょんのスタイリングを手掛ける。
2019年　トークショーがTHE NORTH FACE STANDARD 二子玉川にて開催された。
2019年　あいみょん2ndフルアルバム「瞬間的シックスセンス」のスタイリングを手掛ける。
2019年　TBSラジオ「ACTION」芥川賞作家の羽田圭介さんがパーソナリティの回にゲスト出演した。
2019年　ドラマ「パーフェクトワールド」主演キャストの松坂桃李・山本美月のスタイリングを担当した。
2019年　ドラマ「モトカレマニア」主演キャストの高良健吾のスタイリングを手掛ける。
2019年　RADWIMPS「 ANTI ANTI GENERATION TOUR 2019」LIVEのスタイリングを手掛ける。
花王「アタックZERO」CMシリーズはオールキャスト、スタイリングを手掛ける。
2020年　松任谷由実「Yuming’s FASHION Adventure」。スタイリングを提案。第2回目にゲスト出演。
2020年　RADWIMPS「猫じゃらし(Orchestra ver.)」のMVにクリエイターとして参加。
2020年　『VOGUE JAPAN』あいみょん×服部昌孝  「デニムが繋ぐハイセンスな関係」お揃いのセットアップで撮影。
2020年　Awichが、メジャーデビュー曲「Shook Shook」「Bad Bad」アーティストビジュアルのスタイリングを手がける。
2020年　齊藤工監督の短編映画『ATEOTD』キャストのスタイリングを手掛ける。
2020年　制作プロダクション株式会社服部プロを設立。
2020年　RADWIMPSライブ「RADWIMPS 15th Anniversary Speciai Concert」衣装トータルディレクションを手掛ける。
2020年　Awich「Happy Xmas」スタイリング＋制作を手掛ける。
2021年　カロリーメイトCM「この世界で考えつづける人へ」編、野田洋次郎スタイリングを手掛ける。

### 兄弟
実妹は女優の恵理加。

## 主な作品

### RUNWAY
- GEA「991,M.&KYOKO,GEA」2016.A/W
- mercedes-benz fashion week tokyo「WHIZLIMITED」2016.A/W
- amazon fashion week tokyo「BED j.w.FORD」2017.S/S
- amazon fashion week tokyo「UMITBENAN」2017.S/S
- amazon fashion week tokyo「BED j.w.FORD」2017.A/W
- amazon fashion week tokyo「ENHANCE」2018.S/S
- amazon fashion week tokyo「UNITED TOKYO」2018.S/S
- Pitti Immagine Uomo 94「BED j.w. FORD」2019S/S

### music video
- RADWIMPS「サイハテアイニ」「洗脳」「カタルシスト」「PAPARAZZI～＊」 「泣き出しそうだよ feat.あいみょん」「愛にできることはまだあるかい」　「大丈夫」「猫じゃらし」Orchestra ver.「夏のせい」「鋼の羽根」「うたかた歌 feat.菅田将暉」「MAKAFUKA」「SHIWAKUCHA feat.Awich」「うるうびと」「人間ごっこ」「カナタハルカ」
- illion「BANKA」
- SOIL&“PIMP”SESSIONS feat.Yojiro Noda「ユメマカセ」
- あいみょん 「栞」尾崎世界観作詞・作曲FM802　「ふたりの世界」「満月の夜なら」「マリーゴールド (あいみょんの曲)」「GOOD NIGHT BABY」「今夜このまま」「夢追いベンガル」「ハルノヒ」「真夏の夜の匂いがする」「空の青さを知る人よ」「さよならの今日に」「おいしいパスタがあると聞いて」「朝陽」「チカ」「愛を知るまでは」「青春と青春と青春」「ハート」「双葉」「初恋が泣いている」「3636」「強くなっちゃったんだ、ブルー」
- 平井堅「怪物さん feat あいみょん」
- 菅田将暉「星を仰ぐ」「RADWIMPS feat.菅田将暉 うたかた歌」
- yahyel「Alone」「lron」「Pale」「Hypnosis」「TAO」
- 水曜日のカンパネラ＆yahyel「生きろ。」
- Awich「Open It Up」「Shook Shook(Prod.ChakiZulu）「Bad Bad」(Prod.ChakiZulu)「Happy X'mas」「GILA GILA feat.JP THE WaVY ,YZERR」「口に出して Prod.ZoT on the WAVE」「Queendom（Prod.ChakiZulu）」「Link up feat.KEIJU,￥ellow Bucks(Prod.Chaki Zulu)」
- Awich - AI「Not So Different Remix feat.Awich」
- ¥ellow Bucks - Crown (feat. Masta Simon & Awich)
- iri「24-25」「Sparkle」「言えない」「渦」「じゃむ feat. iri」「会いたいわ」「ナイトグル―ヴ」「摩天楼」「STARLIGHT」 ｢染」｢friends｣
- ALL CITY STEPPERS「Precious Girl」「WITCH」
- ALI「No Tomorrow」「LOST IN PARADISE」feat.AKLO「Teenage City Riot feat.R-指定」「NEVER SAY GOODBYE feat. Mummy-D」
- yama「麻痺」「春は溶けて」「カーテンコール」
- MIYAVI「NewGravity」
- 藤井風「キリがないから」「へでもねーよ」
- Ryohu「One way feat.YONCE」
- Nuibarich「ASH feat.Vaundy」
- 韻シスト「Shine」
- BiSH 「MORE THAN LiKE」「リズム」「STACKiNG」「BE READY」「ぴょ」「I have no idea.」「どんなに君が変わっても僕がどんなふうに変わっても明日が来る君に会うため」「悲しみよとまれ」「脱・既成概念」
- アイナ・ジ・エンド「死にたい夜にかぎって」「虹」「金木犀」「スイカ」「誰誰誰」「彼と私の本棚」「ロマンスの血」「ペチカの夜」「ZOKINGDOG」「神様」
- ジェニーハイ「不便な可愛げ feat アンナ・ジ・エンド」
- キョロちゃん feat.リンリン「遠クエ」
- PEDRO「雪の街」

- EMPiRE「Have it my way」「This is EMPiRE SOUNDS」「I don't cry anymore」「HON-NO」「LET'S SHOW」「IZA!!」「Happy with you」「ねぇ」
- BiS 新生アイドル研究会「BASKET BOX」
- きのこ帝国「夢見る頃を過ぎても」
- 佐藤千亜妃「Bedtime Eyes」「Summer Gate」「声」「カタワレ」「Who Am I」
- adieu「よるのあと」「愛って」「天使」「穴空きの空」
- ジャニーズWEST「サムシング・ニュー」
- GENERATIONS from EXILE TRIBE「PIERROT」「Y.M.C.A.」FANTASTICS出演「ALRIGHT! ALRIGHT!」「F.L.Y.BOYS F.L.Y.GIRLS」「G-ENERG」
- PKCZ®️ feat.GENERATIONS from 「EXILEROAM AROUND」
- FANTASTICS from EXILE TRIBE「Flying Fish」「Hey,darlin'」
- PKCZ®️feat.AFROJACK.CRAZYBOY
- ANARCHY.SWAY.MIGHTY CROWN(MASTA SIMON & SAMI-T)「MIGHTY WARRIORS」
- EXILE TRIBE / HIGHER GROUND feat.Dimitri Vegas & Like Mike from HiGH & LOW ORIGINAL BEST ALBUM
- EXILE THE SECOND「Shut up‼︎ Shut up‼︎ Shut up‼︎」
- ジャニーズWEST「サムシング・ニュー」「僕らの理由」
- 一青窈「かたつむり」
- 安藤裕子「一日の終わりに」
- 尾崎裕哉「LONELY」
- Ryohu「The Moment」
- 雨のパレード「Shoes」「Reason of Black Color〜YouTube Edition〜」
- SKY-HI×SALU「Sleep Walking」
- MY FIRST STORY「LET IT DIE」
- ユナク&ソンジェ from 超新星「Song for you」大東駿介出演」
- KNOCK OUT MONKEY「I still」「Sunrise」
- SPECIAL OTHERS ACOUSTIC「LINE」「LIGHT」
- SHADOWS「BEK」
- NOBU「いま、太陽に向かって咲く花」
- □□□(クチロロ)「Japanese Boy」MIU出演
- ヒトリエ 「ポラリス」
- REIJI×JUDAI×MASAHARU from FlowBack「Still in love」
- 神山羊「CUT」「群青」
- tricot「真っ黒」「あふれる」「エンドロールに間に合うように」
- femme fatale「鼓動」
- ASP「the MAN CALLiNG」
- 足立佳奈「ノーメイク」
- AAAMYYY「AFTER LIFE」「TEKES  TIME」
- 秋山璃月「勝手な彼女」
- yonawo - tokyo feat. 鈴木真海子, Skaai

### THE FIRST TAKE
- アイナ・ジ・エンド「オーケストラ」「金木犀」
- yama「春を告げる」「真っ白」「麻痺」「am3:21」
- 石橋ひゅーい「さよならエレジー」「花瓶の花」
- 足立佳奈「ひとりよがり」「話がある」
- 崎山蒼志「夏至」「五月雨」

- Cö shu Nie「asphyxia」piano ver.「inertia」
- adieu「ナラタージュ」「天気」「よるのあと」「愛って」
- iri「Wonderland」「摩天楼」

### 映画
- HIGH&LOW THE MOVIE 2 / END OF SKY (MIGTHY WARRI0RS)
- HIGH&LOW THE MOVIE 3 / FINAL MISSION (MIGTHY WARRI0RS)
- 「その日、カレーライスができるまで」- オールキャスト -

### ドラマ
- ハロー張りネズミ（TBS）- 野田洋次郎
- SPACE SHOWER TV スペシャドラマ「THREE PIECE〜とあるクソバンドが自然消滅するまで〜」- ALLCAST -
- パーフェクトワールド（2019年4月 - 関西テレビ・フジテレビ）- 松坂桃李・山本美月 -
- モトカレマニア（2019年10月 - フジテレビ） - 高良健吾 -
- ペンション・恋は桃色（2020年 - フジテレビ）- ALLCAST -
- 監察医 朝顔（2020年秋・冬2クール) - 山口智子 -

### 写真集
- ANACHRONORM 10周年本「10YEARS ANACHRONORM BOOK 2004-2014」
- KEARNY ポートレート写真集「KEARNY2015-2017 46PORTRAITS」[18]
- 藤井萩花 ファーストソロ写真集「萩花 Fujii Shuuka」[19]
- わたなべ麻依 ファースト写真集「every moment」[20]
- 清水尋也　写真集「FLOATING」
- 筧美和子 "MIWAKO KAKEI ZINE project「KAKKEI」″

### CM
- KIRIN 淡麗グリーンラベル 「GREEN JUKEBOX 時」篇 - 野田洋二郎[21]
- KIRIN 淡麗グリーンラベル 「GREEN JUKEBOX 心」篇 - 野田洋次郎
- KIRIN 淡麗グリーンラベル 「GREEN JUKEBOX 旅」篇 - あいみょん
- KIRIN 淡麗グリーンラベル 「GREEN JUKEBOX 風」篇 - あいみょん
- KIRIN 淡麗グリーンラベル 「GREEN JUKEBOX 君」篇 - あいみょん
- KIRIN 淡麗グリーンラベル 「GREEN JUKEBOX New Green」篇 - あいみょん
- KIRIN 淡麗グリーンラベル 「GREEN JUKEBOX 小さなジュークボックス」篇 - あいみょん
- KIRIN 淡麗グリーンラベル 「GREEN JUKEBOX 恋」篇 - あいみょん
- 花王 アタックZERO 　「ゼロ洗浄、はじまる」篇[22] 　「ワンハンドプッシュ、初めて」篇[23] 　「ドラム式専用　家電量販店にて」篇[24] 　「再現してみた」篇[25]　「消臭力テイスティング」篇 [26]　「伝えたい」篇[27] 　「独特な指導」篇　「ワンハンドプッシュ、初めて」篇　「汚れが落ちやすい繊維に変わる夢」篇　「入会希望者」篇　「機能性インナーよみがえる実験」篇　「くすみTシャツよみがえる日記」篇　「あきらめタオルよみがえる実験」篇　「抗菌＋登場」篇　「3X愛してる会」篇 ‐ ハナコ「ワンハンド疑う母」篇 - 渡辺えり　「洗うだけでウイルス除去」- 高樹湊　「慎重なトーリくん」篇　「遊びに来た母」篇　「ジャングル探検隊」篇　「夏の枕カバー」篇　「姉ちゃんち」篇　「洗濯愛してるTV」篇　「菌の隠れ家洗濯予告」篇　「洗濯槽予告」篇　「フルタイムダンス」篇
- 花王 アタックZERO-WEB（スギノのなんで？）　「汚れが落ちやすい繊維」篇　「洗濯機に合わせた洗剤を」篇　「機能性インナーよみがえる実験」篇　「抗菌+登場」篇　「布マスク洗い」篇　「まとまる家族」篇　「部屋干し誕生」篇
- LITS「うるおい玉」 - 山口智子
- 創味 シャンタン 2017 - 高良健吾
- BAYCR'S40周年「Not Smart,But Creative.」- 村上虹郎・SUMIRE
- ABCMART「GET GOLD」- BISH
- Call of Duty : Mobile「BiSH with Ghost」 - BISH
- Bose Noise Cancelling Headphuones 700「瀬戸大也が挑戦できる理由」
- Zoff NIGHT&DAY - iri篇
- Zoff NIGHT&DAY - LUCKY TAPES篇
- PlayStation「FFX X 2 HD」篇
- Call of Duty : Mobile - BISH
- STLASHH「ストラッシュ×玉城ティナ」冬篇　夏篇　わたしの正解篇
- UNIQLO「ユニクロのフリース」- ALLCAST -
- Sony「Yellow Line」B.LEAGUE篇 アクティブノイキャンワイヤレス WF-SP700N - 比江島慎・張本天傑・宇都直輝
- Sony a7c - 上白石萌音
- (PlayStation)「FF X X 2 HD Remaster」
- Apple Music「心動かすあの音楽を、いつでも手の中に。RADWIMPS」- RADWIMPS
- カロリーメイト「この世界で考えつづける人へ」編 - 野田洋次郎
- ZONe「無敵のゾーンへ。yama in the ZONe」篇 - yama
- チキンラーメン「食おうぜ！」篇 - 崎山蒼志
- WIN TICKET - 窪塚洋介
- あかつき証券 - 高良健吾・中島歩
- 静岡銀行　相続「とりわけ」篇
- Amazon Music「Folloing is Cheering」篇 - yama